# Ateuchus halffteri
Ateuchus halffteri är en skalbaggsart som beskrevs av Kohlmann 1981. Ateuchus halffteri ingår i släktet Ateuchus och familjen bladhorningar. Inga underarter finns listade.